# Villedieu-les-Poêles
Villedieu-les-Poêles era una comuna francesa situada en el departamento de Mancha, de la región de Normandía, que el 1 de enero de 2016 pasó a ser una comuna delegada de la comuna nueva de Villedieu-les-Poêles-Rouffigny al fusionarse con la comuna de Rouffigny.

## Geografía
La ciudad de Villedieu-les-Poêles está atravesada por un pequeño río, el Sienne, y se encuentra situada por encima de la Autoroute des Estuaires (Autovía de los Estuarios).

## Demografía
| Gráfica de evolución demográfica de Villedieu-les-Poêles entre 1800 y 2014 |
|                                                                            |

Los datos demográficos contemplados en este gráfico de la comuna de Villedieu-les-Poêles se han cogido de 1800 a 1999 de la página francesa EHESS/Cassini, y los demás datos de la página del INSEE.

## Historia
La región perteneció, en su origen, a la abadía de las Damas de Caen ya que en Villedieu no existió parroquia alguna antes del siglo XII (hacia el 1130). Villedieu formaba, por aquel entonces,  una parte de la parroquia de Saultchevreuil, denominada Siennestre.
Villedieu fue donada por Enrique I de Inglaterra a los caballeros hospitalarios de San Juan de Jerusalén, Orden militar y religiosa conocida actualmente con el nombre de Orden de Malta. Estos últimos mantenían un contacto muy estrecho con la ciudad normanda y participaban cada cuatro años en el Gran Sacre, nombre que se le daba al Corpus Christi en Villedieu. La ciudad se decoraba entonces por completo y acudían a la misma infinidad de caballeros de Malta.

### Historia de la ciudad
En 1964, Villedieu-les-Poêles incorpora el municipio de Saultchevreuil-du-Trouchet
En 1962 el nombre de Villedieu se modificó oficialmente tomando el nombre de Villedieu-les-Poêles
En 1836 Villedieu anexó una parte del municipio de Saint-Pierre-du-Tronchet

### Administración religiosa
1.- Culto católico : Villedieu-les-Poêles relevó a la diócesis de Coutances y de Avranches. Antes de 1801 la parroquia relevó a la antigua diócesis de Avranches, después de la efímera diócesis de la Mancha.
La antigua parroquia católica de Villedieu-les-Poêles, que fue el origen del municipio actual, fue suprimida en 1995. Villedieu pasó a ser la sede de la nueva parroquia de Villedieu y de su deanato. Las otras iglesias de las antiguas parroquias han conservado el título de iglesias parroquiales.

## Economía
Rápidamente la actividad de Villedieu se centró en las profesiones de la latonería y fumistería, actividades que aún tienen vigencia en Villedieu y que han dado lugar al toponímico de Les Poêles. El martilleo repetitivo a que son sometidos los objetos de cobre para darles su forma definitiva se halla, sin duda, en el origen del nombre de sus habitantes, Les Sourdins ("los sorditos").
La Fonderie Cornille-Havard es una de las cuatro fundiciones de campanas de Francia.
Desde 114 se celebra, todos los martes, el mercado.

## Lugares de interés y monumentos

### Patrimonio civil
- Ayuntamiento, construido en 1869
- Monumento a los Muertos, construido, con mármol de Carrara, en homenaje a las víctimas de la Primera Guerra Mundial. El sepulcro Soldado a los pies de la Patria, fue realizado por J. C. C. Desvergnes

- La columna de la República, recubierta con láminas de oro

- Las viejas calles conservan numerosas mansiones antiguas, especialmente los pequeños patios interiores que no pueden verse desde la calle y que ostentan nombres como Cour du Foyer, Cour des Trois Rois (probablemente en referencia a los tres Reyes Magos), o Cour du Dauphin.

### Patrimonio religioso
- Notre-Dame de Villedieu : iglesia clasificada como monumento histórico. Fue enteramente reconstruida en el siglo XV; la nave data del siglo XVII
- El órgano de la iglesia,  cuyo aparador data de 1830 y está clasificado
- Presbiterio : situado enfrente de la iglesia, construido en 1863
- Iglesia de Saultchevreuil :
- Iglesia de Saint-Pierre-du-Tronchet
- Capilla Saint-Blaise de la Commanderie
- Capilla del Hospicio
- Capilla del Sagrado Corazón
- Capilla del Instituto de San José
- Commanderie, mansión del siglo XVIII. Fue construida para alojar a los últimos Caballeros Hospitalarios.

### Museos
- Taller del cobre. Uno de los más antiguos de Villedieu
- La Casa del Estaño, situada en el Patio de los Monjes
- Museo del Cobre y del Latón, situado en el Cour du Foyer
- Palacio de la Puntilla. Formó parte de la Route des Dentelles Normandes
- Museo del mueble normando, 150 muebles normandos antiguos fueron adquiridos por el municipio en 1989, se compraron a M. Hervy, conocido anticuario especializado en dicha clase de muebles
- Fundición de campanas Cornille-Havard

### Parques y espacios verdes
- La ciudad es una villa florida, habiendo obtenido el galardón tres flores en el concurso de las villas y aldeas floridas.

## Fiestas
- Fiesta comunal: concurso de flores y misses celebrado el mes de julio durante los cuatro últimos años desde el 2006
- Fiestas patronales: se celebran el domingo que precede a la fiesta del Sagrado Corazón
- Corpus Christi: se celebra cada cuatro años, el tercer domingo que precede a la fiesta de Pentecostés.